# 波岡陽子
波岡 陽子（なみおか ようこ、1980年7月13日 - ）は、TBSラジオ「TBS954情報キャスター」所属のキャスターだった。千葉県出身。東京女子大学英文学科卒業。

## 現在の出演番組
- 交通情報（埼玉県警担当）

## 過去の出演番組
- 毒蝮三太夫のミュージックプレゼント（アシスタント）
- ストリーム（東京消防庁情報キャスター）
- 小島慶子 キラ☆キラ（〃）